# 5・17非常戒厳令拡大措置
5･17非常戒厳令拡大措置（5･17ひじょうかいげんれいかくだいそち）とは、大韓民国において1980年4月の｢ソウルの春｣以降、全国に広がった学生の民主化運動と労働者の労働運動を鎮圧し、軍内秘密組織「ハナフェ」を中心とする新軍部による政権掌握のため、戒厳司令部が1980年5月17日を期して断行した戒厳令拡大措置を指す。
文民政権への移行を阻止するために新軍部が採った実力行使として、5･17内乱（5·17 내란）とも呼ばれており、これにより韓国は1961年以来、再び事実上の軍政に移行した。

## 概要
前年の1979年10月26日に朴正煕大統領の暗殺（朴正煕暗殺事件）で緊急措置を撤廃し、一時的に政治的自由が回復（ソウルの春）したことで、｢戒厳令撤廃｣と｢維新残党退陣｣を要求する学生の大規模な街頭デモが全国各地で展開された。学生デモは80年3月から5月中旬にかけて全国で2,300回余り、120大学35万名がデモに参加し、5月15日のデモ（5・15ソウル駅デモ）で頂点に達した。また全国各地で労働者がストライキなど労働争議を展開し、4月21日の江原道旌善郡舎北邑の東原炭鉱で発生した労働争議では、炭鉱夫達が四日間にかけて舎北邑一体を占拠する事態（舎北事態）となった。
このように相次ぐ学生デモと労働争議により、社会不安が高まり、政局も一触即発の状態となる中、出番を窺っていた軍部は5月17日正午に全軍主要指揮官会議を招集した。当時、軍部の実権は、前年12月に粛軍クーデター（12.12軍事反乱）を起こした軍内秘密組織「ハナフェ」を中心とする「新軍部」が掌握しており、ハナフェの中心人物で国軍保安司令官だった全斗煥陸軍中将の名で国会解散と国家保衛非常機構設置、非常戒厳令全国拡大を決議した。
当時、国内政情の不安で日程を繰り上げて中東歴訪から帰国した崔圭夏大統領は、同日午後5時に全軍主要指揮官会議の決議を受けて、午後9時に中央庁で開催された形式的な閣議を経た後、戒厳令布告令第10号を発表した。これによって、18日午前零時を期して戒厳令が韓国全土に拡大された（それまでは済州道が対象外だった）。布告令第10号の主な内容は以下のとおりである。
1. 全ての政治活動の中止及び屋内外の（政治）集会・デモの禁止
2. 言論・出版・報道・放送は事前検閲を実施
3. 各大学の無期限休校
4. 労働者の職場離脱及びストライキ禁止

戒厳令全国拡大を受け、戒厳司令部は軍を出動させて国会を武力で掌握する一方、金大中・金相賢・金鍾泌・李厚洛など政治家26名を学園紛争や労使紛争の扇動容疑や権力型不正蓄財容疑で逮捕、合同捜査本部に連行し、新民党総裁である金泳三を自宅軟禁した。これら非常戒厳令拡大措置と政治家の連行・拘禁措置は、保安司令官兼戒厳司令部合同捜査本部長である全斗煥が指揮した。
憲法規定を無視して戒厳軍を動員し、国会を無力化して取られたこれらの超法的措置は、非常戒厳令拡大措置と金大中逮捕連行に抗議する光州市の全南大学学生と戒厳軍の衝突を呼び起こすことになり「光州民主化運動」の直接的な発端となった。